# آليسن آشلي آرم
آليسن آشلي آرم (بالإنجليزية: Allisyn Ashley Arm )‏ (و. 1996  م) هي ممثلة تلفزيونية، وممثلة أفلام، وممثلة هزلية، ومغنية أمريكية، ولدت في غلينديل، كاليفورنيا.

## وصلات خارجية
- آليسن آشلي آرم على موقع IMDb (الإنجليزية)
- آليسن آشلي آرم على موقع روتن توميتوز (الإنجليزية)
- آليسن آشلي آرم على موقع ألو سيني (الفرنسية)
- آليسن آشلي آرم على موقع أول موفي (الإنجليزية)
- آليسن آشلي آرم على موقع قاعدة بيانات الفيلم (الإنجليزية)
- آليسن آشلي آرم على موقع كينوبويسك (الروسية)